# Visszaélés ártalmas közfogyasztási cikkel
A visszaélés ártalmas közfogyasztási cikkel a közegészség elleni bűncselekmények csoportjába tartozik, a bűncselekmény jogi tárgya az állampolgárok egészségének védelméhez, a közegészségügyi szabályok érvényesüléséhez fűződő társadalmi érdek.

## Magyar szabályozás
Btk. 279. § (1) Aki forgalomba hozatal céljából olyan közfogyasztási cikket készít vagy tart, amely az egészségre ártalmas, vétséget követ el és egy évig terjedő szabadságvesztéssel, közérdekű munkával vagy pénzbüntetéssel büntetendő.
(2) Aki ártalmas közfogyasztási cikket forgalomba hoz, bűntettet követ el és három évig terjedő szabadságvesztéssel büntetendő.
(3) Aki a (2) bekezdésben meghatározott bűncselekményt gondatlanul követi el, vétség miatt egy évig terjedő szabadságvesztéssel, közérdekű munkával vagy pénzbüntetéssel büntetendő.

### Elkövetési tárgy
A bűncselekmény elkövetési tárgya az emberi egészségre ártalmas közfogyasztási cikk, olyan cikk, melynek ártalmassága nem állandó jellegű (tehát például nem dohányárú, szeszesital). Ártalmas közfogyasztási cikk például a romlott élelmiszer, káros vegyi adalékanyagokat tartalmazó gyermekjáték.

### Elkövetési magatartás
A bűncselekmény elkövetési magatartásai az egészségre ártalmas közfogyasztási cikk készítése (létrehozás, előállítás), tartása (raktározás, birtoklás), forgalomba hozás (hozzáférhetővé tétel). A forgalomba hozás gondatlanul is megvalósulhat.